# Fyns Amtskreds
Fyns Amtskreds var en amtskreds omfattende Fyns Amt. Kredsen blev nedlagt ved Strukturreformen i 2007, hvor den blev erstatte af Fyns Storkreds.
Amtskredsen var inddelt i følgende opstillingskredse, med deres bestanddelskommuner i parentes:
- Odense Østkredsen (bestående af den del af Odense Kommune, der fra kommunens nordgrænse begrænses mod vest og nordvest af Odense Kanal og havnebassin II til Toldbodkaj, mod vest af en linje vest om den gamle havnetoldbod, mod syd af Buchwaldsgade, mod sydvest og vest af Thomas B. Thriges Gade, mod sydvest af Torvegade, Albani Torv og Albanigade, mod vest af Hjallesevej til Munkerisvej, mod syd af denne til Ørbækvej og mod sydvest af denne og Over Holluf Vej, Fraugdevej og Ørbækvej til kommunens sydøstgrænse)
- Odense Vestkredsen (bestående af den del af Odense Kommune, der fra kommunens nordgrænse begrænses mod øst, sydøst, nord og nordøst af 1. kreds til begyndelsen af Vestergade ved Thomas B. Thriges Gade, mod sydøst og syd ad Vestergade, Vestrebro og Middelfartvej til statsbanelinjen mod Middelfart og mod sydøst af denne til kommunens sydvestgrænse)
- Odense Sydkredsen (bestående af den øvrige del af Odense Kommune)
- Kertemindekredsen (bestående af Kerteminde, Langeskov, Munkebo, Ullerslev, og Årslev Kommuner)
- Middelfartkredsen (bestående af Assens, Ejby, Glamsbjerg, Middelfart, og Nørre Aaby Kommuner)
- Otterupkredsen (bestående af Bogense, Otterup, Søndersø, Tommerup, Vissenbjerg, og Aarup Kommuner)
- Nyborgkredsen (bestående af Egebjerg, Gudme, Nyborg, Ryslinge, og Ørbæk Kommuner)
- Svendborgkredsen (bestående af Rudkøbing, Svendborg, Sydlangeland, og Tranekær Kommuner)
- Faaborgkredsen (bestående af Broby, Faaborg, Haarby, Marstal, Ringe, og Ærøskøbing Kommuner)

## Valgresultater 1971-2005

### Folketingsvalget 2005
Ved folketingsvalget i 2005 var der 357.781 stemmeberettigede i Fyns Amtskreds. Kredsen fik tildelt 14 mandater, heraf 2 tillægsmandater. Valgdeltagelsen var 84,49%
| Parti                   | Stemmer | Pct. | +/-  | Mandater | +/- | Valgte                                                                     |
| ----------------------- | ------- | ---- | ---- | -------- | --- | -------------------------------------------------------------------------- |
| Socialdemokratiet       | 86.690  | 28,9 | -2,0 | 4        | -1  | Lotte Bundsgaard (K) Carsten Hansen (K) Niels Sindal (K) Poul Andersen (T) |
| Venstre                 | 69.399  | 23,2 | -2,5 | 3        | -1  | Britta Schall Holberg (K) Lars Chr. Lilleholt (K) Erling Bonnesen (K)      |
| Konservative Folkeparti | 44.928  | 15,0 | +0,2 | 2        | -   | Bendt Bendtsen (K) Carina Christensen (K)                                  |
| Dansk Folkeparti        | 39.743  | 13,3 | +1,4 | 2        | -   | Kristian Thulesen Dahl (K) Tina Petersen (K)                               |
| Radikale Venstre        | 25.227  | 8,4  | +3,7 | 1        | -   | Niels Helveg Petersen (K)                                                  |
| Socialistisk Folkeparti | 18.163  | 6,1  | -0,4 | 1        | -   | Anne Baastrup (K)                                                          |
| Enhedslisten            | 8.996   | 3,0  | +0,9 | 1        | -   | Rune Lund (T)                                                              |
| Kristendemokraterne     | 2.929   | 1,0  | -0,5 |          | -   |                                                                            |
| Centrum-Demokraterne    | 2.835   | 0,9  | -0,6 |          | -   |                                                                            |
| Minoritetspartiet       | 757     | 0,3  | ny   |          | ny  |                                                                            |
| I alt                   | 299.667 |      |      | 14       | -2  |                                                                            |

### Folketingsvalget 2001
Ved folketingsvalget i 2001 var der 356.426 stemmeberettigede i Fyns Amtskreds. Kredsen fik tildelt 16 mandater, heraf 4 tillægsmandater. Valgdeltagelsen var 86,68%
| Parti                   | Stemmer | Pct. | +/-  | Mandater | +/- | Valgte                                                                                       |
| ----------------------- | ------- | ---- | ---- | -------- | --- | -------------------------------------------------------------------------------------------- |
| Socialdemokratiet       | 94.323  | 30,9 | -8,1 | 5        | -1  | Lotte Bundsgaard (K) Niels Sindal (K) Poul Andersen (K) Grete Schødts (K) Carsten Hansen (T) |
| Venstre                 | 78.429  | 25,7 | +2,9 | 4        | +1  | Peter Brixtofte (K) Mariann Fischer Boel (K) Lars Chr. Lilleholt (K) Erik Larsen (T)         |
| Konservative Folkeparti | 45.256  | 14,8 | +5,4 | 2        | +1  | Bendt Bendtsen (K) Carina Christensen (K)                                                    |
| Dansk Folkeparti        | 36.430  | 11,9 | +4,7 | 2        | +1  | Kristian Thulesen Dahl (K) Poul Fischer (K)                                                  |
| Socialistisk Folkeparti | 19.910  | 6,5  | -1,7 | 1        | -   | Anne Baastrup (K)                                                                            |
| Radikale Venstre        | 14.269  | 4,7  | +0,4 | 1        | -   | Niels Helveg Petersen (T)                                                                    |
| Enhedslisten            | 6.382   | 2,1  | -0,1 | 1        | -   | Pernille Rosenkrantz-Theil (T)                                                               |
| Centrum-Demokraterne    | 4.582   | 1,5  | -2,4 |          | -1  |                                                                                              |
| Kristligt Folkeparti    | 4.469   | 1,5  | -0,1 |          | -   |                                                                                              |
| Fremskridtspartiet      | 1.639   | 0,5  | -0,7 |          | -   |                                                                                              |
| I alt                   | 305.689 |      |      | 16       |     |                                                                                              |

### Folketingsvalget 1998
Ved folketingsvalget i 1998 var der 359.584 stemmeberettigede i Fyns Amtskreds. Kredsen fik tildelt 15 mandater, heraf 3 tillægsandater. Valgdeltagelsen var 86,04%
| Parti                   | Stemmer | Pct. | +/-  | Mandater | +/- | Valgte |
| ----------------------- | ------- | ---- | ---- | -------- | --- | --- |
| Socialdemokratiet       | 119.686 | 39,0 | -0,6 | 6        |     | Lotte Bundsgaard (K) Grete Schødts (K) Else Marie Mortensen (K) Poul Andersen (K) Erling Christensen (K) Carsten Hansen (K) |
| Venstre                 | 69.890  | 22,8 | +0,4 | 3        |     | Peter Brixtofte (K) Mariann Fischer Boel (K) Erik Larsen (K)                                                                |
| Konservative Folkeparti | 28.815  | 9,4  | -3,8 | 1        |     | Bendt Bendtsen (K) |
| Socialistisk Folkeparti | 25.062  | 8,2  | +1,1 | 1        |     | Steen Gade (K) |
| Dansk Folkeparti        | 22.067  | 7,2  | ny   | 1        | ny  | Kristian Thulesen Dahl (K)                                                                                                  |
| Radikale Venstre        | 13.155  | 4,3  | -0,7 | 1        |     | Niels Helveg Petersen (T)                                                                                                   |
| Centrum-Demokraterne    | 11.914  | 3,9  | +1,8 | 1        |     | Ebbe Kalnæs (T) |
| Enhedslisten            | 6.750   | 2,2  | -0,4 | 1        |     | Søren Kolstrup (T) |
| Kristeligt Folkeparti   | 4.903   | 1,6  | +0,5 |          |     | |
| Fremskridtspartiet      | 3.638   | 1,2  | -5,6 |          |     | |
| Demokratisk Fornyelse   | 969     | 0,3  | ny   |          | ny  | |
| Udenfor partierne       | 89      | 0,0  | -0,1 |          |     | |
| I alt                   | 306.938 |      |      | 15       |     | |

### Folketingsvalget 1994
Ved folketingsvalget i 1994 var der 361.420 stemmeberettigede i Fyns Amtskreds. Kredsen fik tildelt 15 mandater, heraf 3 tillægsmandater. Valgdeltagelsen var 83,95%
| Parti                   | Stemmer | Pct. | +/-  | Mandater | +/- | Valgte |
| ----------------------- | ------- | ---- | ---- | -------- | --- | --- |
| Socialdemokratiet       | 118.925 | 39,6 | -0,8 | 6        | -   | Ritt Bjerregaard (K) Grete Schødts (K) Poul Andersen (K) Erling Christensen (K) Børge Bakholt (K) Frederik Nørgaard (T) |
| Venstre                 | 67.289  | 22,4 | +6,0 | 3        | -   | Peter Brixtofte (K) Mariann Fischer Boel (K) Erik Larsen (K)                                                            |
| Konservative Folkeparti | 39.660  | 13,2 | -0,9 | 2        | -   | Bendt Bendtsen (K) Niels J. Langkilde (K)                                                                               |
| Socialistisk Folkeparti | 21.427  | 7,1  | -1,1 | 1        | -   | Steen Gade (K) |
| Fremskridtspartiet      | 20.371  | 6,8  | -0,6 | 1        | -   | Pia Kjærsgaard (K) |
| Radikale Venstre        | 14.911  | 5,0  | +1,0 | 1        | -   | Niels Helveg Petersen (T)                                                                                               |
| Enhedslisten            | 7.779   | 2,6  | +1,2 | 1        | +1  | Bruno Jerup (T) |
| Centrum-Demokraterne    | 6.267   | 2,1  | -1,7 |          | -1  | |
| Kristeligt Folkeparti   | 3.268   | 1,1  | -0,2 |          | -   | |
| Udenfor partierne       | 283     | 0,1  | +0,1 |          | -   | |
| I alt                   | 300.180 |      |      | 15       |     | |

### Folketingsvalget 1990
Ved folketingsvalget i 1990 var der 355.751 stemmeberettigede i Fyns Amtskreds. Kredsen fik tildelt 15 mandater, heraf 3 tillægsmandater. Valgdeltagelsen var 83,44%
| Parti                   | Stemmer | Pct. | +/-  | Mandater | +/- | Valgte |
| ----------------------- | ------- | ---- | ---- | -------- | --- | --- |
| Socialdemokratiet       | 118.936 | 40,4 | +8,5 | 6        | +1  | Ritt Bjerregaard (K) Grete Schødts (K) Erling Christensen (K) Børge Bakholt (K) Else Marie Mortensen (K) Poul Andersen (K) |
| Venstre                 | 48.297  | 16,4 | +5,0 | 3        | +1  | Peter Brixtofte (K) Mariann Fischer Boel (K) Erik Larsen (T)                                                               |
| Konservative Folkeparti | 41.623  | 14,1 | -3,9 | 2        | -1  | Erik Ninn-Hansen (K) Henning Andersen (K)                                                                                  |
| Socialistisk Folkeparti | 23.997  | 8,2  | -4,6 | 1        | -1  | Hanne Thanning Jacobsen (K)                                                                                                |
| Fremskridtspartiet      | 21.686  | 7,4  | -3,0 | 1        | -1  | Pia Kjærsgaard (K) |
| Radikale Venstre        | 11.768  | 4,0  | -2,0 | 1        | -   | Niels Helveg Petersen (T)                                                                                                  |
| Centrum-Demokraterne    | 11.322  | 3,8  | +0,1 | 1        | -   | Lis Noer Holmberg (T) |
| Enhedslisten            | 4.172   | 1,4  | ny   |          | ny  | |
| Kristeligt Folkeparti   | 3.836   | 1,3  | +0,2 |          | -   | |
| Fælles Kurs             | 3.600   | 1,2  | -0,7 |          | -   | |
| De Grønne               | 3.226   | 1,1  | -0,4 |          | -   | |
| Retsforbundet           | 1.725   | 0,6  | ny   |          | ny  | |
| Udenfor partierne       | 131     | 0,0  | +0,0 |          | -   | |
| Humanistiske Parti      | 88      | 0,0  | ny   |          | ny  | |
| I alt                   | 294.407 |      |      | 15       | -1  | |

### Folketingsvalget 1988
Ved folketingsvalget i 1988 var der 350.521 stemmeberettigede i Fyns Amtskreds. Kredsen fik tildelt 16 mandater, heraf 4 tillægsmandater. Valgdeltagelsen var 85,83%
| Parti                   | Stemmer | Pct. | +/-  | Mandater | +/- | Valgte                                                                                           |
| ----------------------- | ------- | ---- | ---- | -------- | --- | ------------------------------------------------------------------------------------------------ |
| Socialdemokratiet       | 95.170  | 31,9 | +0,5 | 5        | -   | Ritt Bjerregaard (K) Grete Schødts (K) Børge Bakholt (K) Erling Christensen (K) Poul Søgaard (T) |
| Konservative Folkeparti | 53.750  | 18,0 | -1,8 | 3        |     | Erik Ninn-Hansen (K) Henning Andersen (K) Merete Aarup (T)                                       |
| Socialistisk Folkeparti | 38.386  | 12,8 | -1,9 | 2        | -1  | Hanne Thanning Jacobsen (K) Kaj Stillinger (K)                                                   |
| Venstre                 | 34.210  | 11,4 | +0,9 | 2        | +1  | Jens Peter Jensen (K) Povl Brøndsted (K)                                                         |
| Fremskridtspartiet      | 31.059  | 10,4 | +4,9 | 2        | +1  | Pia Kjærsgaard (K) Jørgen Jørgensen (T)                                                          |
| Radikale Venstre        | 17.959  | 6,0  | -0,9 | 1        | -   | Niels Helveg Petersen (K)                                                                        |
| Centrum-Demokraterne    | 10.923  | 3,7  | -0,0 | 1        | -   | Lis Noer Holmberg (T)                                                                            |
| Fælles Kurs             | 5.785   | 1,9  | -0,1 |          | -1  |                                                                                                  |
| De Grønne               | 4.584   | 1,5  | +0,1 |          | -   |                                                                                                  |
| Kristeligt Folkeparti   | 3.398   | 1,1  | -0,4 |          | -   |                                                                                                  |
| Kommunistiske Parti     | 2.069   | 0,7  | -0,0 |          | -   |                                                                                                  |
| Venstresocialisterne    | 1.443   | 0,5  | -0,6 |          | -   |                                                                                                  |
| Udenfor partierne       | 49      | 0,0  | -0,0 |          |     |                                                                                                  |
| I alt                   | 298.785 |      |      | 16       | -   |                                                                                                  |

### Folketingsvalget 1987
Ved folketingsvalget i 1987 var der 349.881 stemmeberettigede i Fyns Amtskreds. Kredsen fik tildelt 16 mandater, heraf 4 tillægsmandater. Valgdeltagelsen var 87,10%
| Parti                                        | Stemmer | Pct. | +/-  | Mandater | +/- | Valgte |
| -------------------------------------------- | ------- | ---- | ---- | -------- | --- | --- |
| Socialdemokratiet                            | 94.797  | 31,4 | -1,8 | 5        | -   | Ritt Bjerregaard (K) Poul Søgaard (K) Erling Christensen (K) Søren Nørgård-Sørensen (K) Børge Bakholt (T) |
| Konservative Folkeparti                      | 59.938  | 19,8 | -2,7 | 3        | -1  | Erik Ninn-Hansen (K) Henning Andersen (K) Merete Aarup (K)                                                |
| Socialistisk Folkeparti                      | 44.482  | 14,7 | +3,4 | 3        | +1  | Hanne Thanning Jacobsen (K) Kaj Stillinger (K) Ejner Larsen (T)                                           |
| Venstre                                      | 31.839  | 10,5 | -2,2 | 1        | -1  | Povl Brøndsted (K)                                                                                        |
| Radikale Venstre                             | 20.797  | 6,9  | +0,5 | 1        | -   | Niels Helveg Petersen (K)                                                                                 |
| Fremskridtspartiet                           | 16.616  | 5,5  | +2,2 | 1        | -   | Pia Kjærsgaard (K)                                                                                        |
| Centrum-Demokraterne                         | 11.316  | 3,7  | -1,9 | 1        | -   | Yvonne Herløv Andersen (T)                                                                                |
| Fælles Kurs                                  | 6.170   | 2,0  | ny   | 1        | ny  | Kurt Frederiksen (T)                                                                                      |
| Kristeligt Folkeparti                        | 4.554   | 1,5  | -0,2 |          | -   | |
| De Grønne                                    | 4.243   | 1,4  | ny   |          | ny  | |
| Venstresocialisterne                         | 3.178   | 1,1  | -1,1 |          | -1  | |
| Kommunistiske Parti                          | 2.188   | 0,7  | +0,2 |          | -   | |
| Retsforbundet                                | 1.349   | 0,4  | -1,0 |          | -   | |
| Humanistiske Parti                           | 513     | 0,2  | ny   |          | ny  | |
| Internationalen - Socialistisk Arbejderparti | 144     | 0,0  | -0,0 |          | -   | |
| Marxistisk-Leninistisk Parti                 | 91      | 0,0  | -0,0 |          | -   | |
| Udenfor partierne                            | 68      | 0,0  | -0,0 |          | -   | |
| I alt                                        | 302.209 |      |      | 16       | -1  | |

### Folketingsvalget 1984
Ved folketingsvalget i 1984 var der 341.834 stemmeberettigede i Fyns Amtskreds. Kredsen fik tildelt 17 mandater, heraf 5 tillægsmandater. Valgdeltagelsen var 88,29%
| Parti                                        | Stemmer | Pct. | +/-  | Mandater | +/- | Valgte                                                                                              |
| -------------------------------------------- | ------- | ---- | ---- | -------- | --- | --------------------------------------------------------------------------------------------------- |
| Socialdemokratiet                            | 99.597  | 33,2 | -0,7 | 5        | -   | Ritt Bjerregaard (K) Poul Søgaard (K) Børge Bakholt (K) Søren Nørgård Sørensen (K) Paul Lohmann (T) |
| Konservative Folkeparti                      | 67.326  | 22,5 | +9,1 | 4        | +2  | Erik Ninn-Hansen (K) Merete Aarup (K) Henning Andersen (K) Carl Martin Christensen (T)              |
| Venstre                                      | 38.099  | 12,7 | +0,0 | 2        | -   | Jens Peter Jensen (K) Povl Brøndsted (K)                                                            |
| Socialistisk Folkeparti                      | 33.817  | 11,3 | +0,2 | 2        | -   | Alice Faber (K) Hanne Jacobsen (K)                                                                  |
| Radikale Venstre                             | 19.126  | 6,4  | +0,4 | 1        | -   | Niels Helveg Petersen (K)                                                                           |
| Centrum-Demokraterne                         | 13.769  | 4,6  | -3,8 | 1        | -   | Erhard Jacobsen (T)                                                                                 |
| Fremskridtspartiet                           | 9.966   | 3,3  | -5,4 | 1        | -   | Ole Maisted (T)                                                                                     |
| Venstresocialisterne                         | 6.531   | 2,2  | +0,2 | 1        | -   | Steen Tinning (T)                                                                                   |
| Kristeligt Folkeparti                        | 5.102   | 1,7  | +0,4 | 0        | -1  | |
| Retsforbundet                                | 4.331   | 1,4  | +0,0 |          | -   | |
| Kommunistiske Parti                          | 1.642   | 0,5  | -0,4 |          | -   | |
| Internationalen - Socialistisk Arbejderparti | 146     | 0,0  | -0,1 |          | -   | |
| Marxistisk-Leninistisk Parti                 | 115     | 0,0  | ny   |          | ny  | |
| Udenfor partierne                            | 52      | 0,0  | -0,0 |          | -   | |
| I alt                                        | 299.619 |      |      | 17       | +1  | |

### Folketingsvalget 1981
Ved folketingsvalget i 1981 var der 336.645 stemmeberettigede i Fyns Amtskreds. Kredsen fik tildelt 16 mandater, heraf 4 tillægsmandater. Valgdeltagelsen var 81,97%
| Parti                                        | Stemmer | Pct. | +/-  | Mandater | +/- | Valgte                                                                                              |
| -------------------------------------------- | ------- | ---- | ---- | -------- | --- | --------------------------------------------------------------------------------------------------- |
| Socialdemokratiet                            | 93.099  | 33,9 | -6,0 | 5        | -1  | Ritt Bjerregaard (K) Poul Søgaard (K) Søren Nørgård Sørensen (K) Paul Lohmann (K) Børge Bakholt (T) |
| Konservative Folkeparti                      | 36.819  | 13,4 | +1,4 | 2        | -   | Erik Ninn-Hansen (K) Henning Andersen (K)                                                           |
| Venstre                                      | 34.754  | 12,7 | -0,5 | 2        | -   | Povl Brøndsted (K) Lennart Larson (K)                                                               |
| Socialistisk Folkeparti                      | 30.480  | 11,1 | +5,2 | 2        | +1  | Ole Kalnæs (K) Alice Faber (T)                                                                      |
| Fremskridtspartiet                           | 23.885  | 8,7  | -3,1 | 1        | -1  | Mogens Voigt (K)                                                                                    |
| Centrum-Demokraterne                         | 23.105  | 8,4  | +5,1 | 1        | -   | Erhard Jakobsen (K)                                                                                 |
| Radikale Venstre                             | 16.363  | 6,0  | +0,2 | 1        | -   | Niels Helveg Petersen (K)                                                                           |
| Venstresocialisterne                         | 5.600   | 2,0  | -0,8 | 1        | -   | Steen Tinning (T)                                                                                   |
| Retsforbundet                                | 3.731   | 1,4  | -1,1 |          | -1  | |
| Kristeligt Folkeparti                        | 3.533   | 1,3  | -0,3 | 1        | -   | Inge Krogh (T)                                                                                      |
| Kommunistiske Parti                          | 2.419   | 0,9  | -0,6 |          | -   | |
| Kommunistisk Arbejderparti                   | 258     | 0,1  | -0,2 |          | -   | |
| Internationalen - Socialistisk Arbejderparti | 143     | 0,1  | ny   |          | ny  | |
| Udenfor partierne                            | 72      | 0,0  | ny   |          | ny  | |
| I alt                                        | 274.261 |      |      | 16       | -2  | |

### Folketingsvalget 1979
Ved folketingsvalget i 1979 var der 332.287 stemmeberettigede i Fyns Amtskreds. Kredsen fik tildelt 18 mandater, heraf 6 tillægsmandater. Valgdeltagelsen var 85,21%
| Parti                      | Stemmer | Pct. | +/-  | Mandater | +/- | Valgte |
| -------------------------- | ------- | ---- | ---- | -------- | --- | --- |
| Socialdemokratiet          | 110.584 | 39,4 | +2,0 | 6        | -   | Ritt Bjerregaard (K) Poul Søgaard (K) Jørgen Peder Hansen (K) Søren Nørgaard Sørensen (K) Børge Bakholt (K) A. Aage Andersen (T) |
| Venstre                    | 37.108  | 13,2 | +0,2 | 2        | -   | Jens Peter Jensen (K) Povl Brøndsted (K)                                                                                         |
| Konservative Folkeparti    | 33.608  | 12,0 | +2,9 | 2        | +1  | Erik Ninn-Hansen (K) Henning Andersen (K)                                                                                        |
| Fremskridtspartiet         | 33.026  | 11,8 | -2,9 | 2        | -   | Mogens Voigt (K) Jørgen Junior (T)                                                                                               |
| Socialistisk Folkeparti    | 16.610  | 5,9  | +1,9 | 1        | -   | Ole Kalnæs (K) |
| Radikale Venstre           | 16.262  | 5,8  | +1,2 | 1        | -   | Niels Helveg Petersen (K) |
| Centrum-Demokraterne       | 9.302   | 3,3  | -2,4 | 1        | -   | Erhard Jacobsen (T) |
| Venstresocialisterne       | 7.915   | 2,8  | +0,8 | 1        | +1  | Anne Grete Holmsgård (T) |
| Retsforbundet              | 7.048   | 2,5  | -0,5 | 1        | -   | Alfred Hansen (T) |
| Kristeligt Folkeparti      | 4.364   | 1,6  | -0,9 | 1        | -   | Inge Krogh (T) |
| Kommunistiske Parti        | 4.201   | 1,5  | -1,5 |          | -1  | |
| Kommunistisk Arbejderparti | 794     | 0,3  | ny   |          | ny  | |
| I alt                      | 280.822 |      |      | 18       | +1  | |

### Folketingsvalget 1977
Ved folketingsvalget i 1977 var der 313.246 stemmeberettigede i Fyns Amtskreds. Kredsen fik tildelt 17 mandater, heraf 5 tillægsmandater. Valgdeltagelsen var 85,2%
| Parti                   | Stemmer | Pct. | +/-   | Mandater | +/- | Valgte |
| ----------------------- | ------- | ---- | ----- | -------- | --- | --- |
| Socialdemokratiet       | 102.810 | 37,4 | +6,7  | 6        | +2  | Ritt Bjerregaard (K) Poul Søgaard (K) Erling Dinesen (K) Jørgen Peder Hansen (K) Børge Bakholt (K) Søren Nørgård Sørensen (K) |
| Fremskridtspartiet      | 40.506  | 14,7 | +1,9  | 2        | -   | Mogens Voigt (K) Knud Nauerby (K)                                                                                             |
| Venstre                 | 35.705  | 13,0 | -11,7 | 2        | -2  | Jens Peter Jensen (K) Sv. Karlskov Jensen (K)                                                                                 |
| Konservative Folkeparti | 25.100  | 9,1  | +2,9  | 1        | -   | Erik Ninn-Hansen (K) |
| Centrum-Demokraterne    | 15.753  | 5,7  | +4,1  | 1        | +1  | Ingolf Knudsen (K) |
| Radikale Venstre        | 12.765  | 4,6  | -4,3  | 1        | -   | Niels Helveg Petersen (T) |
| Socialistisk Folkeparti | 10.958  | 4,0  | -0,5  | 1        | -   | Alfred Andersen (T) |
| Retsforbundet           | 8.353   | 3,0  | +1,4  | 1        | +1  | Alfred Hansen (T) |
| Kommunistiske Parti     | 8.256   | 3,0  | -0,3  | 1        | -   | Kaj Hansen (T) |
| Kristeligt Folkeparti   | 6.969   | 2,5  | -1,7  | 1        | -   | Inge Krogh (T) |
| Venstresocialisterne    | 5.436   | 2,0  | +0,5  |          | -   | |
| Pensionistpartiet       | 2.327   | 0,8  | ny    |          | ny  | |
| I alt                   | 274.938 |      |       | 17       | +2  | |

### Folketingsvalget 1975
Ved folketingsvalget i 1975 var der 308.535 stemmeberettigede i Fyns Amtskreds. Kredsen fik tildelt 15 mandater, heraf 3 tillægsmandater. Valgdeltagelsen var 87,82%
| Parti                   | Stemmer | Pct. | +/-   | Mandater | +/- | Valgte                                                                               |
| ----------------------- | ------- | ---- | ----- | -------- | --- | ------------------------------------------------------------------------------------ |
| Socialdemokratiet       | 82.690  | 30,7 | +5,1  | 4        | -   | Erling Dinesen (K) Ritt Bjerregaard (K) Jørgen Peder Hansen (K) Poul Søgaard (K)     |
| Venstre                 | 66.573  | 24,7 | +11,9 | 4        | +2  | Jens Peter Jensen (K) Lennart Larsson (K) Povl Brøndsted (K) Sv. Karlskov Jensen (K) |
| Fremskridtspartiet      | 34.390  | 12,8 | -2,9  | 2        | -   | Mogens Voigt (K) Knud E. Nauerby (K)                                                 |
| Radikale Venstre        | 24.004  | 8,9  | -6,0  | 1        | -2  | Hilmar Baunsgaard (K)                                                                |
| Konservative Folkeparti | 16.728  | 6,2  | -4,0  | 1        | -   | Erik Ninn-Hansen (K)                                                                 |
| Socialistisk Folkeparti | 12.119  | 4,5  | -0,7  | 1        | -   | Gert Petersen (T)                                                                    |
| Kristeligt Folkeparti   | 11.393  | 4,2  | +1,4  | 1        | -   | Inge Krogh (T)                                                                       |
| Kommunistiske Parti     | 8.880   | 3,3  | +0,8  | 1        | -   | Kaj Hansen (T)                                                                       |
| Retsforbundet           | 4.244   | 1,6  | -1,0  |          | -1  |                                                                                      |
| Centrum-Demokraterne    | 4.196   | 1,6  | -3,9  |          | -1  |                                                                                      |
| Venstresocialisterne    | 4.071   | 1,5  | +0,3  |          | -   |                                                                                      |
| Udenfor partierne       | 76      | 0,0  | ny    |          | ny  |                                                                                      |
| I alt                   | 269.364 |      |       | 15       | -2  |                                                                                      |

### Folketingsvalget 1973
Ved folketingsvalget i 1973 var der 306.726 stemmeberettigede i Fyns Amtskreds. Kredsen fik tildelt 17 mandater, heraf 5 tillægsmandater. Valgdeltagelsen var 88,12%
| Parti                   | Stemmer | Pct. | +/-   | Mandater | +/- | Valgte                                                                           |
| ----------------------- | ------- | ---- | ----- | -------- | --- | -------------------------------------------------------------------------------- |
| Socialdemokratiet       | 68.843  | 25,6 | -12,3 | 4        | -2  | Ritt Bjerregaard (K) Erling Dinesen (K) Poul Søgaard (K) Jørgen Peder Hansen (T) |
| Fremskridtspartiet      | 42.082  | 15,7 | ny    | 2        | ny  | Børge E. Pedersen (K) Ingeborg Gjerding (K)                                      |
| Radikale Venstre        | 40.158  | 14,9 | -3,7  | 3        | -   | Hilmar Baunsgaard (K) Dagmar Andreasen (K) K. Helveg Petersen (T)                |
| Venstre                 | 34.485  | 12,8 | -2,7  | 2        | -   | Sv. Karlskov Jensen (K) Povl Brøndsted (K)                                       |
| Konservative Folkeparti | 27.313  | 10,2 | -5,5  | 1        | -2  | Erik Ninn-Hansen (K)                                                             |
| Centrum-Demokraterne    | 17.474  | 6,5  | ny    | 1        | ny  | Ingolf Knudsen (K)                                                               |
| Socialistisk Folkeparti | 13.947  | 5,2  | -2,3  | 1        | -   | Gert Petersen (K)                                                                |
| Kristeligt Folkeparti   | 7.614   | 2,8  | +1,6  | 1        | +1  | Inge Krogh (T)                                                                   |
| Retsforbundet           | 6.916   | 2,6  | +1,1  | 1        | +1  | Lars O. Grønborg (T)                                                             |
| Kommunistiske Parti     | 6.833   | 2,5  | +1,5  | 1        | +1  | Kaj Hansen (T)                                                                   |
| Venstresocialisterne    | 3.215   | 1,2  | +0,1  |          | -   |                                                                                  |
| I alt                   | 268.880 |      |       | 17       | +2  |                                                                                  |

### Folketingsvalget 1971
Ved folketingsvalget i 1971 var der 294.580 stemmeberettigede i Fyns Amtskreds. Kredsen fik tildelt 15 mandater, heraf 3 tillægsmandater. Valgdeltagelsen var 86,98%
| Parti                   | Stemmer | Pct. | Mandater | Valgte |
| ----------------------- | ------- | ---- | -------- | --- |
| Socialdemokratiet       | 96.451  | 37,9 | 6        | Erling Dinesen (K) Poul Søgård (K) Jørgen Peder Hansen (K) Ritt Jytte Bjerregaard (K) Svend Horn (K) Finn Christensen (T) |
| Radikale Venstre        | 47.297  | 18,6 | 3        | Hilmar Baunsgaard (K) Dagmar Andreasen (K) Kristen Helveg Petersen (T)                                                    |
| Konservative Folkeparti | 39.988  | 15,7 | 3        | Erik Ninn-Hansen (K) Knud Bro (K) Henning Andersen (T)                                                                    |
| Venstre                 | 39.434  | 15,5 | 2        | Sv. Karlskov Jensen (K) Lennart Larson (K)                                                                                |
| Socialistisk Folkeparti | 19.216  | 7,5  | 1        | Gert Petersen (K) |
| Retsforbundet           | 3.781   | 1,5  |          | |
| Kristeligt Folkeparti   | 3.070   | 1,2  |          | |
| Venstresocialisterne    | 2.780   | 1,1  |          | |
| Kommunistiske Parti     | 2.652   | 1,0  |          | |
| I alt                   | 254.669 |      | 15       | |

## Referenceliste